# Vila da Ponte (Sernancelhe)
Vila da Ponte ist eine Gemeinde (Freguesia) im portugiesischen Kreis Sernancelhe. In ihr leben 468 Einwohner (Stand 19. April 2021).